# Dipartimento per gli affari regionali, il turismo e lo sport
Il Dipartimento per gli affari regionali, il turismo e lo sport è stata una struttura, incardinata presso la Presidenza del Consiglio dei ministri, operante nelle tre omonime aree funzionali; istituito dal governo Monti nel giugno 2012 (DPCM 21 giugno 2012), succedeva al Dipartimento per gli affari regionali.

## Storia
La nuova struttura dipartimentale, oltre a svolgere le funzioni precedentemente assegnate al Dipartimento per gli affari regionali, assunse i compiti che erano stati demandati al Dipartimento per lo sviluppo e la competitività del turismo e all'Ufficio per lo sport, anch'essi incardinati presso la Presidenza del Consiglio: il primo fu soppresso e le relative funzioni furono trasferite all'Ufficio per le politiche del turismo, istituito presso il nuovo dipartimento; il secondo divenne da ufficio di diretta collaborazione del Presidente del Consiglio ad articolazione dello stesso dipartimento.
L'ufficio per lo sport, peraltro, era stato collocato all'interno del dipartimento per gli affari regionali già nel febbraio 2012 (DPCM 15 febbraio 2012); inoltre, sin dal novembre 2011 le funzioni in materia di turismo e di sport, nonché quelle in tema di affari regionali, erano state conferite ad un medesimo ministro, nella persona di Piero Gnudi (DPCM 16 novembre 2011 e DPCM 25 novembre 2011).
Nel 2013, il governo Letta assegnò le competenze in materia di turismo al ministero per i beni e le attività culturali: la struttura della presidenza del Consiglio fu così trasformata in Dipartimento per gli affari regionali, le autonomie e lo sport (DPCM 21 ottobre 2013). Le funzioni facenti capo a quest'ultimo furono suddivise tra i ministri Graziano Delrio (affari regionali e autonomie) e Josefa Idem (sport); dopo le dimissioni del ministro Idem, furono conferite a Delrio anche le competenze in materia di sport.
Nel 2016 con il DPCM 7 giugno 2016 il Dipartimento è tornato ad avere la storica denominazione "Dipartimento per gli affari regionali e le autonomie"; con lo stesso decreto, l'Ufficio per lo sport è diventato un ufficio autonomo, articolato in due servizi.